# Condições padrão de temperatura e pressão
As condições padrão de temperatura e pressão (CPTP)  referem-se às atuais STP (do inglês Standard Temperature and Pressure), que correspondem às condições de temperatura e pressão de 273,15 K (0 °C) e 100 000 Pa.

## Valor convencional para o volume molar nas CPTP
Atualmente o CODATA (CODATA, 2022)  recomenda para o volume molar ({\displaystyle V_{m}}) de um gás ideal nas CPTP o valor de:
Este é o melhor valor estimado para o volume molar, conhecido também como valor convencional (de uma grandeza). 